# Are You Experienced

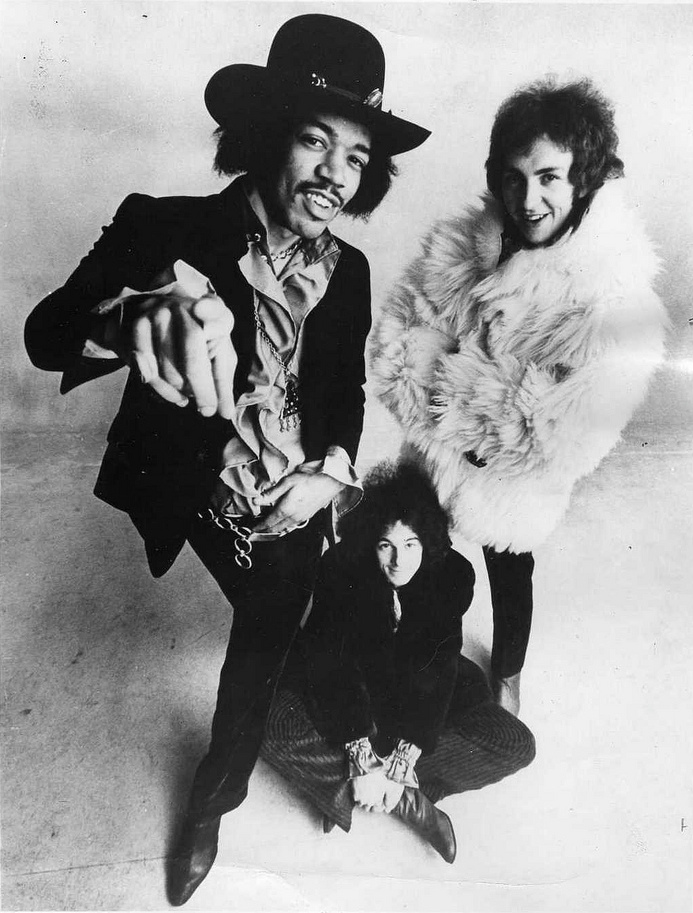
Jimi Hendrix, Mitch Mitchell och Noel Redding, 1968

Are You Experienced är gitarristen Jimi Hendrix debutalbum, släppt 1967. Detta album gjorde Hendrix till superstjärna med låtar som "Purple Haze", "Hey Joe", "Fire", "Foxy Lady" och "The Wind Cries Mary". Albumet räknas som en av de bästa debuterna i rockhistorien och som en av höjdpunkterna inom den psykedeliska musiken. Kompar Hendrix gör de övriga två i The Jimi Hendrix Experience,  Mitch Mitchell på trummor och Noel Redding på bas. Skivan hamnade på plats #15 på tidningen Rolling Stones lista The 500 Greatest Albums of All Time. År 2005 blev skivan upptagen i det amerikanska National Recording Registry för historiskt och kulturellt viktiga amerikanska inspelningar.
De europeiska utgåvorna av albumet gavs ut flera månader tidigare än de amerikanska och skilde sig också avsevärt både till utseende och musikaliskt. På de europeiska utgåvorna användes en ganska ordinär bild på gruppens tre medlemmar, medan de amerikanska har en mer psykedelisk utformning, bland annat med ett "fisheye"-foto med gruppen i tidstypiska kläder, och snirklig lila text. I Frankrike gavs skivan ut med ytterligare ett omslag, en bild på Hendrix under konsert. 
De europeiska utgåvorna innehöll ingen av de hitsinglar gruppen skulle komma att ha under sommaren 1967, medan man på de amerikanska utgåvorna uteslöt de tre albumspåren "Red House", "Can You See Me" och "Remember" för att få plats med de singlar som gjort gruppen känd. Hendrix själv ville ha med sin blueskomposition "Red House" även på de amerikanska utgåvorna, men fick nej från skivbolaget som menade att bluesen inte gick hem i Amerika. Den instrumentala "Third Stone from the Sun" har med sin blandning av jazz och rock setts som ett av de första verken i genren fusion.

## Låtlista

### Brittisk och internationell utgåva
Alla låtar skrivna av Jimi Hendrix.
| 1. | Foxy Lady          | 3:10 |
| 2. | Manic Depression   | 3:31 |
| 3. | Red House          | 3:45 |
| 4. | Can You See Me     | 2:35 |
| 5. | Love or Confusion  | 3:05 |
| 6. | I Don't Live Today | 3:48 |

| 1.           | May This Be Love       | 2:55  |
| 2.           | Fire                   | 2:30  |
| 3.           | 3rd Stone from the Sun | 6:30  |
| 4.           | Remember               | 2:43  |
| 5.           | Are You Experienced    | 4:02  |
| Total längd: | Total längd:           | 38:34 |

### Nordamerikansk utgåva
Alla låtar skrivna av Jimi Hendrix, utom där annat anges.
| 1. | Purple Haze             | 2:46 |
| 2. | Manic Depression        | 3:30 |
| 3. | Hey Joe (Billy Roberts) | 3:23 |
| 4. | Love or Confusion       | 3:15 |
| 5. | May This Be Love        | 2:55 |
| 6. | I Don't Live Today      | 3:55 |

| 1.           | The Wind Cries Mary      | 3:21  |
| 2.           | Fire                     | 2:34  |
| 3.           | Third Stone from the Sun | 6:40  |
| 4.           | Foxey Lady               | 3:15  |
| 5.           | Are You Experienced?     | 3:55  |
| Total längd: | Total längd:             | 39:29 |

### Brittiska och internationella återutgivning av CD-bonusspår (1997–nutid)
Alla låtar är skrivna och komponerade av Jimi Hendrix, utom där annat anges. 
| Nr           | Titel                   | Längd |
| ------------ | ----------------------- | ----- |
| 12.          | Hey Joe (Billy Roberts) | 3:30  |
| 13.          | Stone Free              | 3:36  |
| 14.          | Purple Haze             | 2:51  |
| 15.          | 51st Anniversary        | 3:15  |
| 16.          | The Wind Cries Mary     | 3:20  |
| 17.          | Highway Chile           | 3:32  |
| Total längd: | Total längd:            | 20:04 |

### Nordamerikanska återutgivning av CD-bonusspår (1997–nutid)
| Nr           | Titel            | Längd |
| ------------ | ---------------- | ----- |
| 12.          | Stone Free       | 3:36  |
| 13.          | 51st Anniversary | 3:15  |
| 14.          | Highway Chile    | 3:32  |
| 15.          | Can You See Me   | 2:33  |
| 16.          | Remember         | 2:48  |
| 17.          | Red House        | 3:50  |
| Total längd: | Total längd:     | 19:34 |

## Medverkande
Jimi Hendrix Experience
- Jimi Hendrix – gitarrer, sång; piano på "Are You Experienced?"
- Noel Redding – basgitarr (förutom på "Red House"); bakgrundssång på "Foxy Lady", "Fire" och "Purple Haze"; rytmgitarr på "Red House"
- Mitch Mitchell – trummor; slagverk på "Stone Free" och "Can You See Me"; bakgrundssång på "Fire"

Extra medverkande
- The Breakaways – bakgrundssång på "Hey Joe"
- Chas Chandler – producent
- Dave Siddle – teknik om "Manic Depression", "Can You See Me", "Love or Confusion", "I Don't Live Today", "Fire", "Remember" , "Hey Joe", "Stone Free", "Purple Haze", "51st Anniversary" och "The Wind Cries Mary"
- Eddie Kramer – ingenjör på "The Wind Cries Mary", "Are You Experienced?", "Red House", "Love or Confusion", "Fire", "Third Stone from the Sun" och "Highway Chile"
- Mike Ross – ingenjör på "Foxy Lady", "Red House" och "Third Stone from the Sun"

## Listplaceringar
| Lista (1967-1968) | Position            |
| ----------------- | ------------------- |
| Finland           | 2                   |
| Frankrike         | 35                  |
| Kanada            | 15 (RPM)            |
| Norge             | 3 (VG-lista)        |
| Storbritannien    | 2 (UK Albums Chart) |
| Sverige           | 11 (Kvällstoppen)   |
| USA               | 5 (Billboard 200)   |
| Västtyskland      | 17                  |